# کابو فریو
کابو فریو (به پرتغالی: Cabo Frio) یک منطقهٔ مسکونی در برزیل است که در ریو دو ژانیرو واقع شده‌است. کابو فریو ۴۱۰٫۴۱۸ کیلومتر مربع مساحت و ۲۱۶٬۰۳۰ نفر جمعیت دارد و ۴ متر بالاتر از سطح دریا واقع شده‌است.

## خواهرخوانده
شهر ریو دو ژانیرو خواهرخواندهٔ کابو فریو هست.